# Друзьяк, Сергей Викторович
Серге́й Ви́кторович Друзья́к (род. 30 апреля 1985, Банска-Бистрица) — российский актёр театра и кино, телеведущий.

## Биография
Родился 30 апреля 1985 года в словацком городе Банска-Быстрица в семье военнослужащих.
Раннее детство провёл в городе Ялта. Проживая в военном городке Южный-1, учился в лицее № 49 города Калининграда, закончив специализированный актёрский класс под руководством Б. И. Бейненсона.
В 2006 году окончил Ярославский государственный театральный институт (художественный руководитель — Народный артист России Александр Сергеевич Кузин), как артист драматического театра и кино.
Известность Друзьяку принесли роли Данзаса в фильме «1814», Геннадия Варнавы в телесериале «Кремлёвские курсанты» и Пети Зацепы в телесериале «Корабль».
С 2007 года исполняет роль Каляки-Маляки в программе «Давайте рисовать!» на канале «ТелеНяня» (ныне —"Карусель").
С 2008 по 2011 годы сотрудничал с Театром.doc
С 2008 года сотрудничает с Лобненским драматическим театром «Камерная сцена».
С июля 2010 года — артист Театра «Бу…» в Музее-театре «Булгаковский дом».
С 2011 года сотрудничает с Театром «Практика».
С августа 2012 года сотрудничает с «Ведогонь-театром» (г. Зеленоград).
С 2017 года принят в труппу Московский областного государственного театра юного зрителя.
С 2020 года ведущий программы «Студия Каляки-Маляки» на канале Карусель.

## Награды
- 2011 — Лауреат VI Международного молодёжного театрального форума «М.art.контакт» в номинации «Лучший актёрский дуэт» (совместно с Екатериной Клепциной) в спектакле «Убийца» (реж. Михаил Егоров)[2].
- 2013 — Приз зрительских симпатий Открытого фестиваля короткометражных документальных фильмов «Милосердие. DOC» в номинации «Документальный фильм» за фильм «Настоящая восемь».
- 2014 — Диплом Международного фестиваля социальной рекламы в защиту жизни и семьи «Ладошка» «За творческий вклад в сохранение жизни и традиционных семейных ценностей».

## Творчество

### Театральные работы

#### Дипломные спектакли
- «Очень простая история» (М. Ладо) — пёс Крепыш
- «Карусель по господину Фрейду» (А. Шницлер) — молодой человек
- «Семь долин» (Поэзия Древнего Востока) — ученик
- «Это вечное движение» (пластический класс-концерт)

#### Театральная студия творческих опытов «СТОП» (г.Калининград)
- 2001 — «Левша» — атаман Платов
- 2002 — «Мещанин во дворянстве» — слуга Ковьель
- 2001–2002 — «Новогодний экспресс, или Всей толпой в звёзды» — Верка Сердючка

#### Калининградский областной драматический театр
- 1999–2002 — «Золушка» — мальчик Паж
- 2002 — «Леди на день» — газетчик

#### Ярославский государственный театр юного зрителя
- 2002–2003 — «Новогодние космические приключения» — мальчик Миша
- 2003–2004 — «Принцесса Кру» — Крыс

#### Театр.doc
- 2008–2010 — «Убийца» (А. Молчанов, реж. Михаил Егоров) — Андрей

#### Театриум на Серпуховке
- 2009 — «Курсантский Блюз» (реж. Владимир Устюгов) — рядовой Рой Сэлридж

#### Лобненский драматический театр «Камерная сцена»
- 2008–2012 — «Маленькие трагедии» (А. С. Пушкин, реж. Александр Кудринский) — Мефистофель, Моцарт, Липорелло, Монах и др.
- 2011 — «Золушка» (Шарль Перро) — Принц

#### Театр «Практика»
- 2011 — «Жара» (Н. Мошина, реж. Владимир Агеев) — Лис

#### Ведогонь-театр
- 2012 — «Полнолуние в детской» (И. Колосов, реж. Александр Тарасов) — Иван
- 2012–2014 — «Царь Фёдор Иоаннович» (А. К. Толстой, реж. Александр Кузин) — Стремянный, Гонец
- 2012–2014 — «На дне» (М. Горький, реж. Александр Кузин) — Алёшка

#### Музей-театр «Булгаковский дом»
- 2010–2012 — «Театрализованная пешеходная экскурсия по следам романа „Мастер и Маргарита“» (реж. Екатерина Негруца) — Иван Бездомный
- 2010–2012 — «Ночь вторая. Шизофрения, как и было сказано» (реж. Екатерина Негруца) — Иван Бездомный
- 2011 — «Алиса в Стране чудес» (по мотивам сказки Л. Кэрролла, реж. Екатерина Негруца) — Белый Кролик, Шляпник
- 2013 — «Страшилки на ночь» (реж. Екатерина Негруца)

#### Театр «Арлекиниада»
- 2013 — «Арлекиниада» (реж. Вадим Демчог) — Макс, Башлачёв
- 2014 — «Закрой глаза и смотри» (реж. Вадим Демчог) — чтец (Питер Пэн)

#### Московская областная филармония
- 2015 — «Сказки на ночь от Кая и Герды (реж. Олеся Нермержицкая) — Кай
- 2018 — «Девочка и Зелёный медведь» (реж. Олеся Нермержицкая) — Зелёный медведь

#### Московский государственный театр Роста в Царицыно
- 2015 — «Пушкин. Повести Белкина» (реж. Николай Дручек) — чтец
- 2016 — «Умка» (реж. Наталья Лебедева) — Мальчик
- 2017 — «Винни-Пух» (реж. Юрий Алесин) — Пятачок
- 2018 — «Каникулы Бонифация» (реж. Юрий Алесин) — Актер, Бонифаций
- 2018 — «Мороз&Ко» (реж. Вера Анненкова) — Кот
- 2019 — «Маленький Принц» (реж. Алексей Доронин) — Маленький Принц
- 2019 — «Питер Пэн» (реж. Алексей Франдетти) — Майкл
- 2024 — «Пацаны» (реж. Рамазан Шахбанов) — Пацан 4
- 2024 — «Фрёкен Сталь и горе-грабители» (реж. Валерий Архипов) — Крендель, обжора

#### Театр Комедии
- «Два мужа по цене одного» (реж. Дмитрий Бурханкин) — сосед
- «Похороните меня за плинтусом» — Саша
- «Шикарная свадьба» (реж. Владимир Устюгов) — Том, шафер

### Фильмография
| Год       |     | Название                                      | Роль |
| --------- | --- | --------------------------------------------- | --- |
| 1995      | ф   | Обжигающее лето / Été brulant (Франция)       | Имя персонажа не указано                                                                                                   |
| 1996      | ф   | В империи орлов                               | сельский житель |
| 1998      | с   | Сеньора                                       | Лукас |
| 2004      | ф   | Неуправляемый занос                           | Имя персонажа не указано                                                                                                   |
| 2004      | с   | Адвокат                                       | Имя персонажа не указано                                                                                                   |
| 2005      | с   | Доктор Живаго (6 серия)                       | гимназист |
| 2006      | с   | Аэропорт 2                                    | Имя персонажа не указано                                                                                                   |
| 2006      | с   | Детективы                                     | Имя персонажа не указано                                                                                                   |
| 2006      | с   | Врачебная тайна                               | курьер с цветами |
| 2007      | ф   | Нулевой километр                              | Пётр, компьютерщик |
| 2007      | ф   | 1814                                          | Константин Данзас («Медведь»)                                                                                              |
| 2007      | с   | След                                          | Имя персонажа не указано                                                                                                   |
| 2007      | ф   | Оля + Коля                                    | мотоциклист |
| 2008      | ф   | Холмы и равнины                               | санитар |
| 2008      | ф   | Плюс один                                     | Имя персонажа не указано                                                                                                   |
| 2008      | с   | Ранетки                                       | Димыч, официант в кафе, приятель Матвея                                                                                    |
| 2008      | ф   | Русичи                                        | Пантелей |
| 2008      | кор | Профилактика повторных преступлений           | Борис Молодцов |
| 2009      | с   | Две сестры 2                                  | музыкант-барабанщик |
| 2009      | с   | Десантура (2 серия)                           | Санёк, водитель БТРа |
| 2009      | кор | Случай с Фёдором или просто .опа              | Фёдор |
| 2007      | с   | Доброволец                                    | Имя персонажа не указано                                                                                                   |
| 2009—2010 | с   | Кремлёвские курсанты                          | Геннадий Варнава (Варген)                                                                                                  |
| 2010      | ф   | Ёлки                                          | Миша («парень с Кубы»), студент Казанского университета, детдомовец                                                        |
| 2010      | ф   | Слон                                          | клоун |
| 2010      | с   | Игрушки                                       | официант |
| 2010      | ф   | Любовь в большом городе 2                     | пациент Анастасии Игоревны                                                                                                 |
| 2010      | ф   | Москва, я люблю тебя!                         | гопник |
| 2011      | ф   | Волшебника вызывали?                          | Имя персонажа не указано                                                                                                   |
| 2011      | с   | Дальнобойщики 3                               | Иван Фёдорович Афанасьев, дальнобойщик, сын Иваныча                                                                        |
| 2011      | ф   | Жених                                         | Алексей |
| 2011      | с   | Лето волков                                   | Микола Абросимов |
| 2011      | с   | Мужчина во мне                                | Ваня |
| 2011      | ф   | Опять Новый!                                  | студент-химик |
| 2011      | с   | Раскол (8 серия)                              | гонец |
| 2011      | с   | Смерш. Легенда для предателя                  | Улле Лассе, боец отряда националистов-«лесных братьев»                                                                     |
| 2011      | с   | Только ты                                     | Витёк, сельский гопник |
| 2011      | с   | Чужие мечты                                   | билетный спекулянт |
| 2012      | с   | СК (фильм 3. «Профессионалы»)                 | Васильев |
| 2012      | с   | Краплёный                                     | Аркаша, шофёр |
| 2012      | с   | Папины дочки. Суперневесты (серия 396)        | ведущий спиддейтинга |
| 2012      | с   | Проснёмся вместе?                             | брокер |
| 2012      | ф   | Искупление                                    | Вова Батюня |
| 2013      | кор | Настоящая восемь                              | папа |
| 2013      | с   | Пасечник (фильм 4. «Болотная тварь»)          | Гоша, оператор съёмочной группы                                                                                            |
| 2013      | ф   | Одноклассники.ru: НаCLICKай удачу             | Димон, друг Лёши |
| 2013      | с   | Не женское дело (4 серия. «Партийный резерв») | Евгений Турин |
| 2014      | кор | В поисках друга                               | Имя персонажа не указано                                                                                                   |
| 2014—2015 | с   | Корабль                                       | Петя Зацепа |
| 2014      | с   | Неформат                                      | Стас, помощник и клоун |
| 2014      | с   | Как выйти замуж за миллионера 2               | поэт |
| 2014      | с   | УГРО. Простые парни 5                         | Юра |
| 2014      | с   | Турецкий транзит                              | торговец фальшивыми документами                                                                                            |
| 2014      | с   | Высокая кухня                                 | Слава, племянник Юдина |
| 2014      | ф   | Коммунальный детектив                         | Лёсик Гридасов, квартирант                                                                                                 |
| 2014      | с   | Умельцы                                       | Пегов |
| 2014      | с   | Топор                                         | Имя персонажа не указано                                                                                                   |
| 2015      | ф   | 12 месяцев. Новая сказка                      | Апрель |
| 2015      | кор | Водяной                                       | Водяной Володя |
| 2015      | с   | Людмила Гурченко                              | Петя |
| 2015      | кор | Первое свидание                               | Имя персонажа не указано                                                                                                   |
| 2016      | с   | Большие деньги (Фальшивомонетчики)            | Алексей Колесников, племянник и сообщник Юрия Колесникова («Врубеля»), сын Александра Александровича и Валентины Андреевны |
| 2016      | с   | Анна-детективъ                                | Антон Андреевич Коробейников, молодой помощник Якова Штольмана                                                             |
| 2017      | с   | Родное сердце                                 | Женя |
| 2018      | с   | Жёлтый глаз тигра                             | Вадим Николаевич Спиридонов, следователь                                                                                   |
| 2020      | с   | Анна-детективъ 2                              | Антон Андреевич Коробейников, начальник сыскного отделения полиции                                                         |
| 2021      | ф   | Ряд 19                                        | телерепортёр |
| 2021      | с   | Саня, газуй                                   | лучший друг Сани |
| 2022      | с   | Елизавета                                     | Виллим Монс |
| 2023      | ф   | Гардемарины 1787. Война                       | почтарь |
| 2023      | с   | Впервые                                       | Толя |
| 2024      | с   | Камера Мотор                                  | Журналист (16 серия) |
| 2024      | с   | В тени больших чисел. По следу дождя          | Зайцев |
| 2024      | с   | В тени больших чисел 2. Улики из будущего     | Зайцев |
| 2024      | с   | Солнце, море, два ствола                      | Вадик |

### Озвучивание мультфильмов
| Год  |    | Название                                | Роль                     |
| ---- | -- | --------------------------------------- | ------------------------ |
| 2015 | мс | Джинглики                               | - Бедокур                |
| 2015 | мс | Альманах № 2 "Зеркало". Смешные желания | Имя персонажа не указано |
| 2016 | мс | Лео и Тиг                               | - Панго Великолепный     |

### Дублирование мультфильмов
| Год  |    | Название                                     | Роль                             |  |
| ---- | -- | -------------------------------------------- | -------------------------------- |  |
| 2012 | мс | Феи: Тайна зимнего леса - Эпизодические роли | Оригинальное название неизвестно |  |

### Съёмки в клипах
- Ваня Романов — Расставим точки над i (2010)[3]
- Natan ft. Тимати — Девочка Бомба (2014)[4]
- Animal ДжаZ — Дыши (2014)[5]
- Neopoleon feat. MAGRIT — Pardonnez (2014)[6]

## Книги
- 2010 — «Половинка снежинки зелёной». Тетрадь стихов